# Neobisium fuscimanum
Espèce
Synonymes
- Obisium fuscimanum C. L. Koch, 1843
- Obisium waechtleri Kästner, 1928
- Neobisium bathumi Kobachidze, 196
- Neobisium fuscimanum ponticum Beier, 1963

Neobisium fuscimanum est une espèce de pseudoscorpions de la famille des Neobisiidae.

## Distribution
Cette espèce se rencontre en Allemagne, en Pologne, en Slovaquie, en Tchéquie, en Autriche, en Italie, en Slovénie, en Croatie, en Bosnie-Herzégovine, au Monténégro, en Albanie, en Serbie, en Hongrie, en Roumanie, en Bulgarie, en Grèce, en Turquie, en Géorgie et en Iran.

## Description
Neobisium fuscimanum mesure de 2,6 à 3,5 mm.

## Systématique et taxinomie
Cette espèce a été décrite sous le protonyme Obisium fuscimanum par C. L. Koch en 1843. Elle est placée dans le genre Neobisium par Beier en 1932.
Obisium waechtleri a été placée en synonymie par Beier en 1928.
Obisium waechtleri et Obisium waechtleri a été placées en synonymie par Schawaller en 1983.

## Publication originale
- C. L. Koch, 1843 : Die Arachniden getreu nach der Natur abgebildet und beschrieben. C. H. Zeh'schen Buchhandlung, Nürnberg, vol. 10, p. 1-142 (texte intégral).